# Sicus Carbonell
Antoni Carbonell Giménez, conegut com a Sicus Carbonell   (Vila de Gràcia, 1 d'agost de 1974), és un músic i director de cinema gitano català. És el cantant, compositor i guitarrista principal de Sabor de Gràcia, grup que va fundar i impulsar el 1994, i una de les veus de referència de la rumba catalana actual. És net de l'Oncle Manel, fundador de la Unió Gitana de Gràcia i guardonat amb la Creu de Sant Jordi i la Medalla d'Honor de Barcelona (durant anys, l'Oncle Manel fou la principal autoritat per resoldre conflictes culturals entre gitanos i no gitanos arreu del país).
Promotor de la cultura gitana, Sicus Carbonell ha co-dirigit amb Xavier Gaja el documental Gitanos Catalans! (2011) i treballa com a mediador social. A més, combina l'activitat al front de Sabor de Gràcia amb la feina de compositor i productor musical per a altres artistes. El 2008, fou nominat als Premis Goya per la cançó Podemos volar juntos, composta per a la pel·lícula de Belén Macías El patio de mi cárcel.

## Trajectòria
Sicus Carbonell va començar a tocar la guitarra a 6 anys i a 8 ja va pujar per primer cop a un escenari, concretament a la plaça del Raspall durant la Festa Major de Gràcia. Aquell mateix dia, el Gato Pérez li va proposar de gravar un disc, però el seu pare no li ho va permetre pel fet de ser massa petit. Aviat, va haver d'abandonar els estudis per tal d'ajudar el seu pare en el negoci familiar de la venda ambulant. Malgrat tot, uns anys més tard en va reprendre el fil i a 17 o 18 anys va cursar uns estudis, organitzats per la Generalitat de Catalunya, encarats a la medicació social i especialitzats en el tracte amb la comunitat gitana. Anys a venir, l'estudiosa del poble gitano Carme Garriga el contactà mentre escrivia el llibre Els gitanos de Barcelona (2000) i, gràcies al seu ajut i el del seu marit Salvador Carrasco, es va poder treure la titulació i començar a exercir.
A 17 anys començà a tocar amb el grup Estrellas de Gràcia i gravà el primer disc del grup Ai, Ai, Ai (Això Brama, 1992).
El 1994 fundà Sabor de Gràcia, grup que publicà el seu primer àlbum el 1997 (Tots els colors) i que ha estat actiu fins a l'actualitat -el novembre de 2013 varen fer una parada indefinida, però a mitjan 2014 ja tenien 2 discos mig enllestits i esperaven tornar aviat. Al llarg dels anys, Sabor de Gràcia ha participat en nombrosos concerts arreu del món, alguns de multitudinaris com el Concert per la Llibertat del 29 de juny de 2013 al Camp Nou, o un altre a Chicago on van haver d'allargar a 3 hores una actuació prevista de 45 minuts (el públic no els deixava acabar). A Puerto Rico hi van tocar amb figures de la Salsa com ara Giovanni Hidalgo, Perico Ortiz, Dave Valentin i altres. Sicus tornà tot sol a Puerto Rico el 2012 per a gravar-hi un disc amb Furito Rius; van fer-ne la presentació al teatre UPR amb la seva banda de 17 músics i allà, davant dels 2.500 espectadors, Furito li va dir: «Sicus, canta una rumba catalana només tu amb la guitarra». Sicus els ensenyà per sobre a fer "palmes" i, tan punt va començar a tocar, tots els espectadors es van alçar de les cadires i van fer de "palmeros".
El 1996, ajudat per la Unió Gitana de Gràcia, Carbonell va organitzar un homenatge al Gato Pérez al carrer Bailèn de Barcelona i se n'encarregà de tota la producció; va vendre l'espectacle a Televisió Espanyola i la recaptació la va lliurar a les filles del músic (les quals no van voler els diners i els van donar a la Unió Gitana de Gràcia). El 2005, impulsà la creació del grup Patriarcas de la Rumba, amb el qual edità el disc Cosa Nostra. El 2011 participà en un nou projecte anomenat Ojo al sabor!!!, en què Sabor de Gràcia s'uní a dos ex-membres d'Ojos de Brujo (DJ Panko i Ramón Jiménez) per a crear un espectacle de rumba catalana on es barrejaven ritmes de funk, latin, hip-hop, música electrònica i rumba pròpiament dita. El 2016 fou elegit president de l'APAC (Associació Professional d'Autors i Creadors de Rumba Catalana).
Des de fa anys, Sicus Carbonell té una gran vinculació amb la ciutat de Mataró, on assisteix regularment al culte a l'església evangèlica del Camí Ral, la Casa d'Oració de Mataró.

### Cinema
Sicus Carbonell ha fet també algun paper al cinema de ficció. El 2002, Ventura Pons li encarregà que organitzés una escena per a la seva pel·lícula d'homenatge al Gato Pérez, El Gran Gato; es tractava de fer una festa gitana en un pati de Gràcia, amb l'Oncle Paló ballant, i Sicus hi apareix també al costat d'altres extres. A més, el director musical de la pel·lícula Jordi Gas li proposà de crear la banda que interpretava les cançons del Gato, la qual fou formada en gran manera per Sabor de Gràcia, però també hi participaren músics com ara Sisa, Luis Eduardo Aute, Martirio, Kiko Veneno, Los Chichos o Maria del Mar Bonet.
El 2006, Carbonell va aparèixer en un capítol de la sèrie policíaca de TV3 Àngels i Sants, on interpretava el paper d'un gitano mafiós al costat d'actors de renom com ara Lluís Homar, Josep Maria Pou i David Selvas.

### Documental
El 28 d'octubre de 2011 s'estrenà al cinema Alexandra de Barcelona el documental obra de Sicus Carbonell i Xavier Gaja Gitanos Catalans!, produït per Els Films de les Sargantanes i AGIPCAT (Agrupació d'Entitats Gitanes dels Països Catalans) amb la col·laboració de Televisió de Catalunya. La pel·lícula retrata la vida de diferents gitanos residents a Catalunya, entre ells un mosso d'esquadra, una família de tractants d'animals, un pastor evangèlic i un conserge d'habitatges.
Gitanos Catalans! va sorgir d'un projecte anterior de recerca de la memòria històrica dels gitanos catalans que havia fet Sicus Carbonell, amb la intenció d'aportar informació sobre aquest col·lectiu, sovint desconegut i estereotipat.

### Llibre biogràfic
El 2011 es presentà el llibre Sicus, 20 anys amb sabor de rumba, escrit per Cinta S. Bellmunt i acompanyat d'un CD i un DVD que representen la banda sonora i els moments més significatius de la carrera del músic.
El material audiovisual incloïa temes enregistrats per a l'ocasió i versions de diversos autors, entre ells Peret, Raimon, Maria del Mar Bonet, Sau, Patxi Andion o Steve Hogart (cantant de Marillion). També alguns esportistes col·laboraren en les cançons i videoclips, com ara Joan Verdú, José Callejón, els germans Grimau, Jordi Trias, David Barrufet, Nacho Solozabal, Iker Romero i Jorge Lorenzo. La producció musical fou obra de Toni Xuclà i hi col·laboraren també Moncho, Txell Sust, Pep Lladó, Àgata Casas i Neila Benbey entre d'altres.